# متحف أحمد عرابي
متحف هرية رزنة موجود بمحافظة الشرقية والتي تبين معدن المواطن المصري متجسداً في شخص الزعيم أحمد عرابي والذي وقف ضد الاحتلال الإنجليزى ووقف وقفته الشهيرة في وجه «الخديوي توفيق» في «وقفة عابدين» الشهيرة. كما يضم المتحف الكثير من الأشياء الأثرية التي ترتبط بالاحتلال آن ذاك.
تقع هرية رزنة على بعد 2 كم من الزقازيق على الطريق المؤدي إلى فاقوس وصان الحجر. ولأنها مسقط رأس الزعيم أحمد عرابي فقد وقع عليها الاختيار لتكون مقراً لمتحف الشرقية القومي وقد افتتح المتحف عام 1973.
يضم المتحف أربعة مجموعات، تتعلق المجموعة الأولى بالزعيم أحمد عرابي حيث تضم لوحات تاريخية وتماثيل نصفية ووثائق تتعلق بالزعيم ورفاقه. أما المجموعة الثانية فتخص العادات والتقاليد والتراث الشعبي لمواطني محافظة الشرقية. وخصصت المجموعة الثالثة لشهداء بحر البقر وهم تلاميذ مدرسة بحر البقر الذين ألقت عليهم إسرائيل أثناء عدوانها عام 1973 قنبلة أودت بحياة عدد كبير منهم. أما المجموعة الرابعة فهي مجموعة الآثار التي خرجت من مناطق أثرية في محافظة الشرقية وتضم تماثيل معدنية للإلهة باستت وتمثال على شكل أبو الهول وتمائم وأواني فخارية وحجرية وتماثيل لأفراد من أحجار ومعادن وأقنعة ومجموعة من الحلي وموائد القرابين وتماثيل أوشابتي وغيرها.